# Удокан (посёлок)
Удока́н — посёлок в Каларском районе Забайкальского края России.

## География
Посёлок сельского типа Удокан расположен на правом берегу ручья Нирунгнакан, в 22 км к югу от райцентра, села Чара, в 8 км от центра городского поселения, пгт Новая Чара. В переводе с эвенкийского — пологий подъём.

## История
Образован в 1961 году как база Удоканской экспедиции Забайкальского треста инженерно-строительных изысканий (ЗабТИСИЗ) для проведения проектно-изыскательских работ по размещению здесь города (на 100 000 чел.) и освоению на хребте Удокан Удоканского месторождения меди. В сентябре 1975 года определена площадка, к середине 1976 года разработан и утверждён план города. Работы продолжались до 1988 года, когда окончательно была закрыта Удоканская экспедиция.
В посёлке имеется фельдшерско-акушерский пункт, библиотека. Около Удокана расположен памятник природы Елово-чозениевая роща.
В 2006—2020 гг. посёлок входил в городское поселение «Новочарское».

## Население
| 1989 | 2002 | 2010 | 2014 | 2016 | 2017 | 2018 |
| ---- | ---- | ---- | ---- | ---- | ---- | ---- |
| 451  | ↘178 | ↘128 | ↘120 | ↘112 | ↘108 | ↘100 |
| 2019 | 2020 | 2021 |      |      |      |      |
| ↗103 | ↗105 | ↘102 |      |      |      |      |